# Przemiana lambda

Wykres ciepła molowego helu w funkcji temperatury

Przemiana lambda – charakterystyczna przemiana fazowa helu zachodząca w pobliżu zera bezwzględnego. Jest to przemiana fazowa II rodzaju z fazy ciekłej helu I do fazy nadciekłej helu II.

## Charakterystyka
Oznacza to, że temu przejściu fazowemu nie towarzyszy wydzielanie lub pochłanianie ciepła, jak to ma miejsce w przemianach fazowych pierwszego rodzaju, np. przy krzepnięciu czy wrzeniu. Przemiana ta zachodzi w temperaturze 2,17 K pod ciśnieniem pary nasyconej, która przy tej temperaturze wynosi 50 hPa. Ciepło molowe helu zmienia się w okolicy tej temperatury w bardzo charakterystyczny sposób.
Przy ciśnieniu wyższym od ciśnienia pary nasyconej temperatura przejścia jest niższa. W pobliżu krzywej krzepnięcia temperatura ta osiąga wartość 1,76 K.
Na diagramie ciśnienia w funkcji temperatury krzywa wykresu fazowego przyjmuje kształt greckiej litery λ, podobnie jak to ma miejsce z wykresem ciepła molowego od temperatury – stąd wzięła się nazwa przemiany.

## Historia odkrycia
Pierwsze informacje o przemianie fazowej lambda pochodzą z roku 1927. Mieczysław Wolfke, prowadzący wówczas badania w Lejdzie, zauważył skokową zmianę przenikalności elektrycznej helu podczas ochładzania do temperatury bliskiej zera bezwzględnego. Badania zjawiska kontynuował Willem Keesom, badając temperaturowe zmiany ciepła właściwego helu. Badania te doprowadziły do potwierdzenia, że efekt odkryty przez Wolfkego jest związany z przemianą fazową. Badacze ci po raz pierwszy uzyskali ciecz nadciekłą i zarejestrowali przemianę fazową prowadzącą do tego stanu, ale dopiero 6 lat później Piotr Kapica oraz John Allen z Donem Misenerem zauważyli niezwykłość stanu nadciekłego.